# Sierakowo Sławieńskie
Sierakowo Sławieńskie (do 1945 niem.: Zirchow, Kreis Schlawe) – wieś sołecka w Polsce położona w województwie zachodniopomorskim, w powiecie koszalińskim, w gminie Sianów.
Według danych z 30 czerwca 2003 r. wieś miała 224 mieszkańców.

## Nazwa
Nazwa wsi wywodzi się od nazwy własnej Sirak albo Żyrak.

## Historia
Pierwsza wzmianka o miejscowości pochodzi z 1267. W 1287 Mściwój II przekazał wieś cystersom z Bukowa. Od 1309 część dóbr biskupa kamieńskiego. W 1590 własność Podewilsów z Krągu. W końcu XVII wieku sprzedali oni Sierakowo Joachimowi von Glasenapp. Od 1796 własność majora Clausa Jürgena von Zastrow, a potem jego syna – Friedencha Ludwiga. Do 1839 wieś należała do von Stempla. Później majątek podzielono (część kupiła rodzina von Damerow – do 1895). W końcu XIX wieku dobra rozparcelowano. W latach 1905–1910 resztka pozostałych dóbr była własnością Detlefa von Schliffen, pochodzącego z Sulechówka. Również ta część została ostatecznie rozparcelowana po śmierci właściciela.

## Wioska Hobbitów
W 2000 w ramach Strategii Rozwoju gminy Sianów powstał pomysł założenia wioski tematycznej poświęconej w głównej mierze stworzonej przez J.R.R. Tolkiena rasie hobbitów. Miał on spowodować uatrakcyjnienie lokalnej oferty turystycznej i wspomożenie aktywności osób bezrobotnych. W 2003 założono stowarzyszenie Hobbiton, które odpowiedzialne było za wybudowanie obiektów wioski. 
Na terenie założenia znajduje się kilkanaście drewnianych budowli, w tym dom Bilbo Bagginsa, zaprojektowany przez Radosława Barka. Ponadto umieszczono tu warsztaty rzemieślnicze, kramy i wieżę widokową elfów. Co roku w sezonie letnim odbywają się tu Jarmarki Hobbitów.

## Zabytki i atrakcje
- zabytkowy kościół Matki Boskiej Różańcowej,
- Wioska Hobbitów w Sierakowie Sławieńskim.